# Lior Inbrum
Lior Inbrum (in ebraico אור אינברום‎?; Kiryat Gat, 12 gennaio 1996) è un calciatore israeliano, centrocampista del Maccabi Herzliya.

## Carriera
Ha giocato nella massima serie dei campionati israeliano e sloveno.